# Lotus digii
Lotus digii är en ärtväxtart som beskrevs av Chrtkova. Lotus digii ingår i släktet käringtänder, och familjen ärtväxter. Inga underarter finns listade i Catalogue of Life.